# Lalo (commune)
Pour les articles homonymes, voir Lalo.
Lalo est une commune et une ville située au sud-ouest du Bénin.

## Situation géographique
Elle est délimitée au nord par les communes de Klouékanmè et d'Agbangnizoun, au sud par la commune de Dogbo, à l’est par les communes de Bopa et à l'ouest par les communes de  Toviklin.
|          | Klouékanmè, Agbangnizoun |      |
| Toviklin | Lalo                     | Bopa |
|          | Dogbo                    |      |

## Géographie
La commune est traversée par le fleuve Couffo.
Le relief, un plateau dont l'altitude moyenne est de 80 mètres, est constitué d'une dépression argileuse appelée dépression de Tchi.

## Population
Lors du recensement de 2013 (RGPH-4), la commune comptait 119 926 habitants.

## Galeries

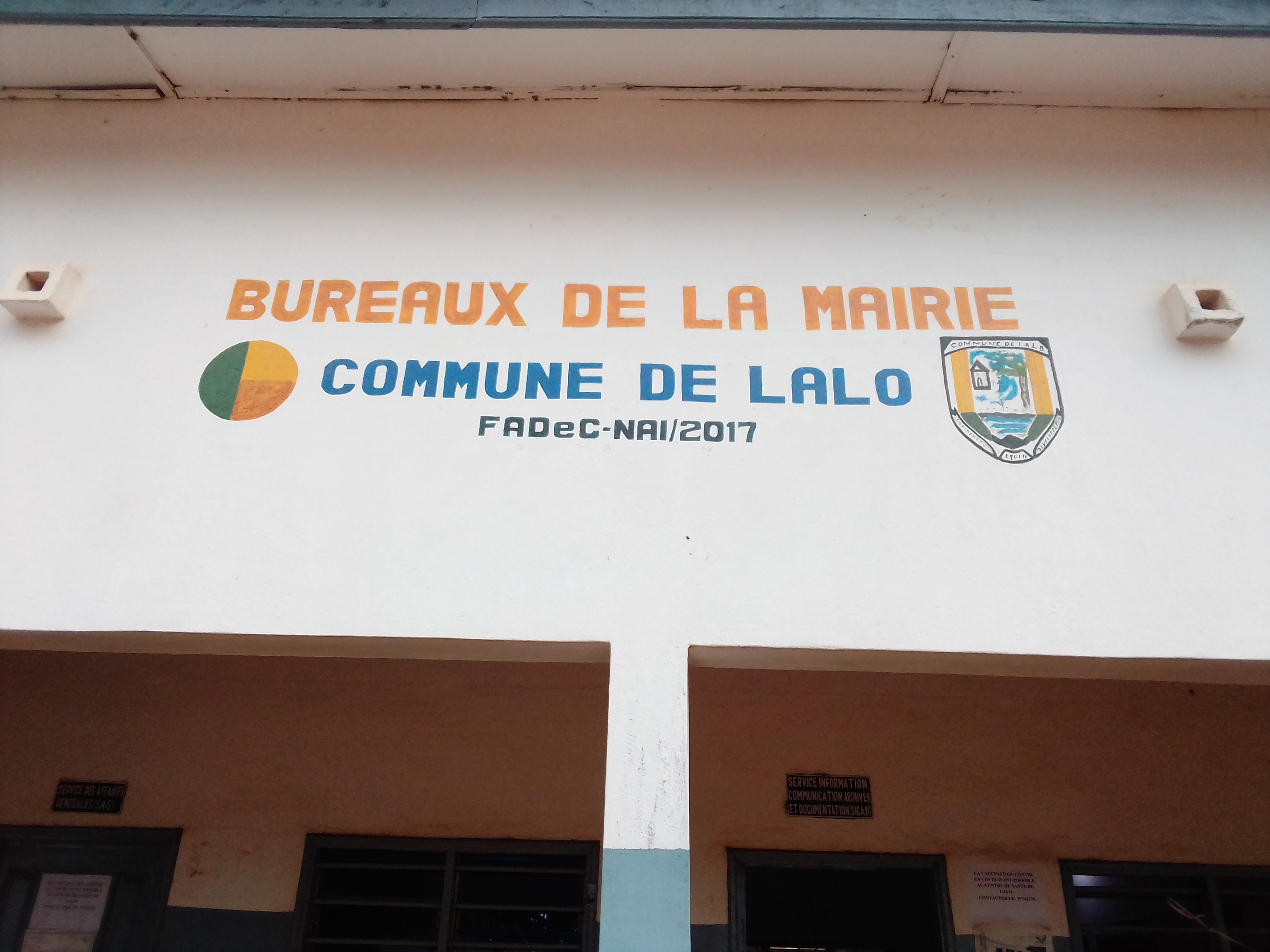
Mairie commune de Lalo

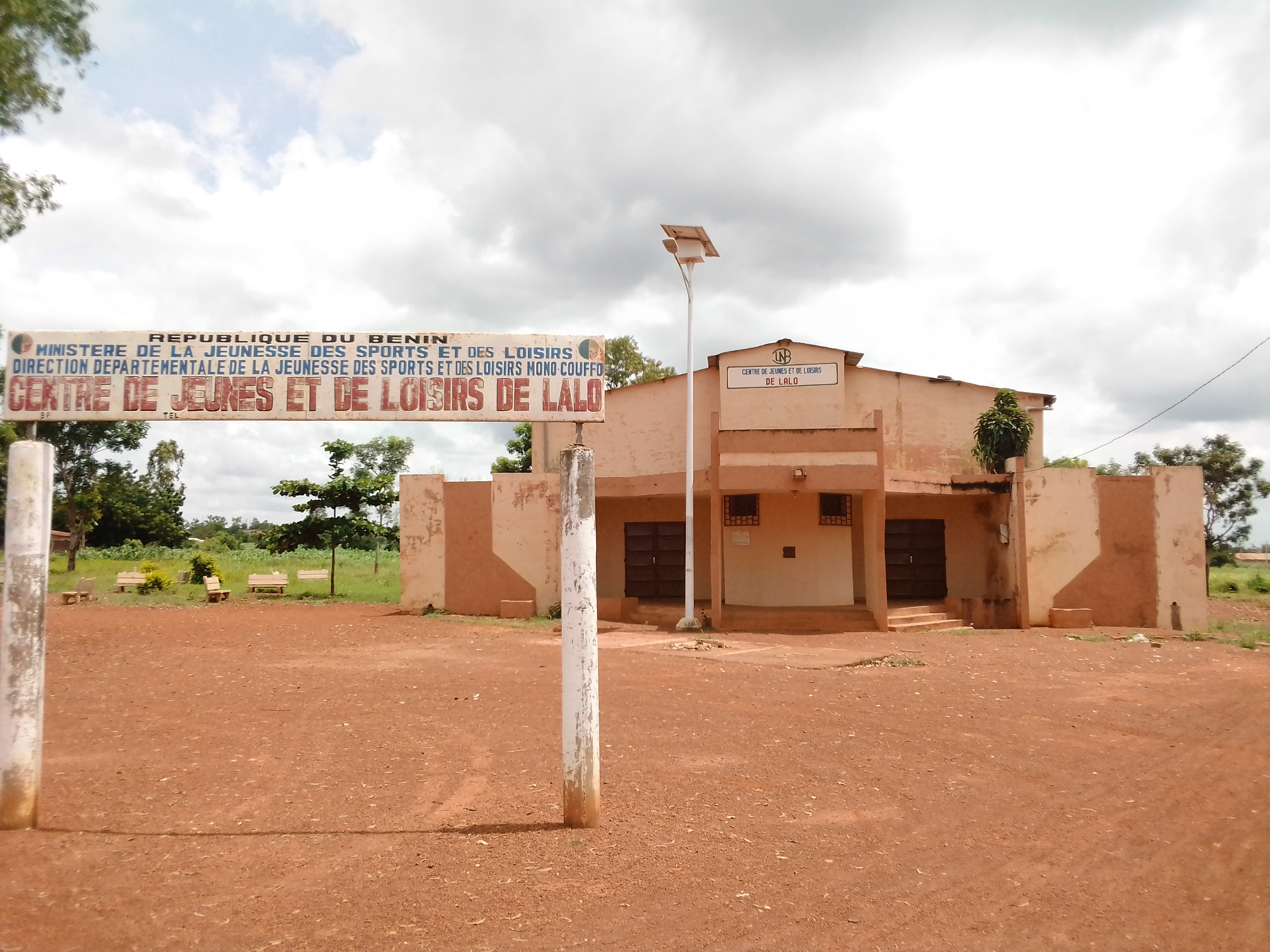
Centre de loisirs et de jeunes de Lalo.

## Administration

### Subdivision en arrondissements
Lalo compte 11 arrondissements :
- Adoukandji
- Ahodjinnako
- Ahomadégbé
- Banigbé
- Gnizounmè
- Hlassamè
- Lalo
- Lokogba
- Tchito
- Tohou
- Zalli